# 文運熙
文運熙（？—？），字時雍，號和一，陝西西安府邠州三水縣（今旬邑縣）人，軍籍，明朝政治人物。

## 生平
萬曆四年（1576年）丙子科陝西鄉試第十二名。萬曆十一年（1583年）癸未科會試三百七名，第三甲第二百六十一名進士。吏部觀政，十三年初授中書舍人，十六年充順天府鄉試同考官，十七年升添注工部員外郎，二十年杭州抽分，二十二年升郎中，二十三年升浙江紹台海防參議，二十七年京察降用，挂冠归里。

## 墓葬
文运熙墓在南宫邨。

## 家族
曾祖父文錦，曾任壽官；祖父文守經；父親文官，曾任歲貢生，封中書舍人。母張氏。永感下。兄文運開，學正，封禮部主事；文運盛，歲貢生；文運際。侄子文在中、文在兹皆为万历进士。